# Territori Indígena Bribri Talamanca
El Territori Indígena Bribri Talamanca és un dels quatre territoris indígenes costariquenys de l'ètnia bribri. Confina amb el Territori Indígena Cabecar Talamanca. Va ser creat per decret en 1985 i es localitza al cantó de Talamanca, província de Limón. Cobreix una àrea aproximada de 43.690 hectàrees d'una zona predominantment muntanyenca.

## Poblats
Abasta les comunitats de Chasse, Bambú, Watsi, La Pera, Meleruk, Suretka, Shiroles, Sepecue, Mojoncito, Bajo Coen, Alto Coen, Coroma, Amubri, Soki, Kachabri, Suiri, Katsi, Dururpe, Namu Woki, Boca Uren, Alto Uren Alto Lari, Duriñak, Yorkin, Shuabb i Ak Bërie. És administrat per l'Associació de Desenvolupament Integral del Territori Indígena Bribri (ADITIBRI) que al seu torn s'organitza en diferents Consells de Veïns de les diferents comunitats. L'economia es basa en el cultiu de banana, plàtan, cacau, arrels, tubercles, blat de moro i arbres fruiters.

## Característiques
La població indígena bribris constitueix un dels grups més nombrosos de Costa Rica, existeixen aproximadament uns 10.000 bribris. Estan localitzats a les Reserves Indígenes de Salitre i Cabagra a la Província de Puntarenas i en la Reserva Indígena de Talamanca.
Conserven la seva llengua bribri (escriptura i oral) i es dediquen a l'agricultura, pesca, caça d'aus i cria de porcs. Entre els productes artesanals que ells confeccionen està la cistelleria i la fabricació d'instruments musicals, per a això utilitzen elements naturals.
Es mobilitzen per mitjà de pots i basses en el llit del riu Sixaola, a la frontera amb Panamà. La població indígena de Talamanca és part de les cultures indígenes de l'Amazones. El seu sistema social en l'època precolombina es basava en el cacicat, on es designava a un cap o cacic el qual prenia les decisions de la tribu.
La Reserva Bribri de Talamanca té 6.458 habitants en la conca del riu Sixaola, amb els següents assentaments: Sipurio, Suretka, Amubre, Sepecue (Coen), Shiroles, Bris, Katsi, Atalanta, Urén, Coroma, Yorkín (Soró Kichá), Vesta, Chase, Talía, Paraíso, Costa Rica (Sixaola), Piedra Grande, Volio (Watsi), Fields, Telire, Bordon, Concepción de Atalanta, Akberie (Piedra Grande), Bratsi, Mojoncito, Shiroles, i Lari.